# 中華人民共和國罪案問題
中華人民共和國境內發生的罪案包括販毒、洗錢、詐騙、人口販賣、貪污、黑市交易和偽造貨幣等。

## 歷史
於中華人民共和國成立的1949年至1956年其期間，政府致力於摧毀犯罪組織的影響，以及解決毒品和賭博問題；由於這些改革，中國當時的罪案率顯著下降。在這個時期，非政治性罪行主要包括盜竊、縱火、強姦、謀殺和搶劫，而白領犯罪則主要是資本家拒絕納稅、私吞公款和政府官員貪污。而在1957至1965年，農村地區甚少發生罪案，社會治安總體上良好，但犯罪率後來逐漸上升，1981年的罪案率是有史以來最高峰。以下是1977年至1988年不包括白領犯罪的罪案數字：
| 年份                       | 1977年  | 1978年  | 1979年  | 1980年  | 1981年  | 1982年  | 1983年  | 1984年  | 1985年  | 1986年  | 1987年  | 1988年  |
| -------------------------- | ------- | ------- | ------- | ------- | ------- | ------- | ------- | ------- | ------- | ------- | ------- | ------- |
| 罪案總數                   | 548,415 | 535,698 | 636,222 | 757,104 | 890,281 | 748,476 | 610,478 | 514,369 | 542,005 | 547,115 | 570,439 | 827,706 |
| 每一萬人中 刑事案件 的數量 | 5.8     | 5.6     | 6.6     | 7.7     | 8.9     | 7.4     | 6.0     | 5.0     | 5.2     | 5.2     | 5.4     | 7.5     |

青少年犯罪在80年代迅速增加，從1983年時佔總罪案率60.2%上升至1987年的74.3%，逃犯人數和白領犯罪亦逐年增加。

## 概述
雖然中國實行中央集權的一黨制，犯罪分子的力量也頗為強大。1995年，全國總計查獲超過10萬件非法管有的小型武器，1996年1至7月，全國其中14個省一共搜獲約30萬件非法小型武器。各種暴力犯罪在中國也十分普遍，一些食肆及酒店會高價勒索客人，如他們不接受，更會毆打或非法禁錮他們。
政府官員腐敗情況相當常見，1978年到2003年，估計達500億人民幣被貪污官員走私出境，而他們會透過賄賂減輕自己受到的刑罰。軍隊亦會使用海軍艦艇和飛機進行各種走私活動，派出所有時會成為秘密賭場。2009年，中國有106,000名公職人員因腐敗被定罪，2013年起，習近平和李克強上台後實行反貪腐政策，對減輕中國貪腐情況，頗有助益。
中國有拐賣人口的問題，每年約有10,000-20,000的人口被販賣。婦女通常會被販賣到台灣、泰國、馬來西亞和日本等地進行性交易，而男性會被販賣到世界各地強制勞動，而來自蒙古、緬甸、朝鮮、俄羅斯和越南的婦女和兒童會被販運到中國進行強迫勞動和性奴役。
中國是海洛因的重要產地和轉運站，國內制贩新型毒品、吸毒問題亦日益增長。